# Petung (Pakis)
Petung is een bestuurslaag in het regentschap Magelang van de provincie Midden-Java, Indonesië. Petung telt 3559 inwoners (volkstelling 2010).